# Xiongguanlong
Lo Xiongguanlong fu un dinosauro teropode Tirannosauroide vissuto nel Cretaceo inferiore in età Aptiano-Albiano (circa 124-102 milioni di anni fa) in quella che oggi è la Cina nord-occidentale.
L'unico fossile conosciuto consta di una serie articolata completa di vertebre presacrali, un femore, parte dell'ileo ed un cranio ben conservato. Si tratta di una forma intermedia tra i Tirannosauroidi più primitivi (come Dilong, Aviatyrannis, Eotyrannus o Juratyrant) e quelli leggermente più avanzati (come Bagaraatan, Labocania, Alectrosaurus o Appalachiosaurus). La maggioranza delle sue autapomorfie risiede nel cranio che appariva particolarmente basso ed allungato nella regione antorbitale, in modo simile ad altri Tirannosauroidi particolari, come Alioramus e Guanlong; caratteristica in parte dovuta anche alla non completa maturità dell'esemplare.    
In vita doveva raggiungere i 4 metri di lunghezza e i 290 kg di peso.
Tra le sue prede dovevano esserci l'Ornithomimosauro Beishanlong ed il Terizinosauride Suzhousaurus, entrambi scoperti nella sua stessa formazione paleontologica.